# 얀덱스 번역

얀덱스 번역(러시아어: Яндекс Переводчик Yandeks Perevodchik[*])은 얀덱스가 제공하는 웹 서비스로, 웹 페이지를 다른 언어로 번역하는 데 사용된다.
이 서비스는 얀덱스가 개발한 통계적 기계 번역의 자가 학습 시스템을 사용한다. 이 시스템은 수백만 개의 번역된 텍스트를 분석하여 단일 단어 번역 사전을 구축한다. 텍스트를 번역하기 위해 컴퓨터는 먼저 이를 단어 데이터베이스와 비교한다. 그런 다음 컴퓨터는 텍스트를 기본 언어 모델과 비교하여 텍스트 컨텍스트 내에서 표현의 의미를 파악하려고 시도한다.
2017년 9월, 얀덱스.번역은 통계적 기계 번역과 신경망 기계 번역 모델을 모두 포함하는 하이브리드 접근 방식으로 전환했다.
번역 페이지는 2009년에 처음 등장했으며, PROMT를 활용했고, 웹사이트 번역을 돕기 위해 얀덱스 브라우저 자체에도 내장되었다.

## 지원 언어
2010년 봄 베타 모드로 번역기가 출시된 직후에는 영어, 러시아어, 우크라이나어의 세 가지 언어만 지원했으며, 10,000자 제한이 있었다.
얀덱스.번역은 러시아 소수 민족 언어와 같이 구글 번역에는 없는 일부 언어를 지원한다.
8월 2025 현재 103개 언어로 번역을 사용할 수 있다:
1. 아프리칸스어
2. 알바니아어
3. 암하라어 β
4. 아랍어
5. 아르메니아어
6. 아제르바이잔어
7. 바시키르어
8. 바스크어
9. 벨라루스어
10. 벵골어
11. 보스니아어
12. 불가리아어
13. 버마어 β
14. 카탈루냐어
15. 세부아노어
16. 표준 중국어
17. 추바시어
18. 크로아티아어
19. 체코어
20. 덴마크어
21. 네덜란드어
22. 신다린 α
23. 이모지 (자연어가 아님)
24. 영어
25. 에르자어
26. 에스페란토
27. 에스토니아어
28. 핀란드어
29. 프랑스어
30. 갈리시아어
31. 조지아어
32. 독일어
33. 그리스어
34. 구자라트어
35. 아이티어
36. 히브리어
37. 산지 마리어 β
38. 힌디어
39. 헝가리어
40. 아이슬란드어
41. 인도네시아어
42. 아일랜드어
43. 이탈리아어
44. 일본어
45. 자와어
46. 칸나다어
47. 카자흐어 (키릴 및 라틴)
48. 크메르어
49. 코미어
50. 한국어
51. 키르기스어 β
52. 라오어 β
53. 라틴
54. 라트비아어
55. 리투아니아어
56. 룩셈부르크어
57. 마케도니아어
58. 말라가시어
59. 말레이어
60. 말라얄람어 β
61. 몰타어
62. 마오리어
63. 마라티어
64. 초원 마리어 β
65. 목샤어
66. 몽골어 β
67. 네팔어
68. 노르웨이어
69. 오세트어
70. 파피아멘토어 β
71. 페르시아어
72. 폴란드어
73. 포르투갈어 (유럽 포르투갈어 및 브라질 포르투갈어)
74. 펀자브어
75. 루마니아어
76. 러시아어
77. 스코틀랜드 게일어
78. 세르비아어 (키릴 및 라틴)
79. 싱할라어
80. 슬로바키아어
81. 슬로베니아어
82. 스페인어
83. 순다어
84. 스와힐리어
85. 스웨덴어
86. 타갈로그어
87. 타지크어 β
88. 타밀어 β
89. 타타르어
90. 텔루구어 β
91. 태국어
92. 튀르키예어
93. 투바어
94. 우드무르트어 β
95. 우크라이나어
96. 우르두어
97. 우즈베크어 (라틴 및 키릴)
98. 베트남어
99. 웨일스어
100. 코사어 β
101. 야쿠트어 β
102. 이디시어
103. 줄루어

번역 방향은 자동으로 결정된다. 필요에 따라 단어, 문장 또는 웹 페이지를 번역할 수 있다. 두 창 보기에서 번역본과 원본을 동시에 볼 수 있는 옵션도 있다. 기계 번역 외에도 접근 가능한 완전한 영어-러시아어 및 러시아어-영어 사전도 있다. iOS 소프트웨어, 윈도우 폰 및 안드로이드 (운영체제) 기반 장치용 앱이 있다. 내장된 텍스트 음성 변환기를 사용하여 번역 및 원문의 발음을 들을 수 있다.
문장과 단어 번역은 입력 필드 아래에 있는 "즐겨찾기" 섹션에 저장할 수 있다.

## 한계
얀덱스.번역은 다른 자동 번역 도구와 마찬가지로 한계가 있다. 온라인 서비스가 처음 소개되었을 때 얀덱스.번역의 책임자 알렉세이 바이틴은 기계 번역이 문학 텍스트에 비할 바는 아니지만, 시스템이 생성하는 번역은 외국어 텍스트의 일반적인 의미를 이해하는 데 편리한 옵션을 제공할 수 있다고 언급했다.

## 번역 방법론
얀덱스의 창립자이자 CEO인 아르카디 볼로즈에 따르면 번역의 메커니즘은 다음과 같다:
| “ | 이전에는 기계 번역이 "텍스트의 의미" 모델을 기반으로 했다: 어떤 언어든 가져와서 단어를 보편적인 의미의 언어로 번역한 다음, 이 의미들을 다른 언어의 단어로 번역하여 번역된 텍스트를 얻는다. 이 모델은 1970년대-1980년대에 우세했으며 1990년대에 자동화되었다. 1990년대의 모든 번역은 이 이데올로지를 기반으로 했다. 2000년대에는 탐색이 있었고 명확해졌다: 텍스트를 번역하기 위해 반드시 의미를 이해할 필요는 없다. 인류는 이미 너무 많이 번역했기 때문에 다른 언어의 텍스트에서 두 개의 유사한 네트워크를 찾을 확률이 상당히 높다. 이것이 동일한 텍스트임을 어떻게 판단하는가? 매우 간단하다. 그들은 많은 동일한 단어를 포함한다. 1,000단어 사전에 800쌍의 단어가 있다면, 가장 가능성이 높은 것은 한 언어에서 다른 언어로의 번역이다. 그리고 나서 텍스트를 문단으로 나누고, 제안하고, 이 작업을 수행할 수 있다. 즉, 기계 번역은 단어가 아니라 기계가 수행할 수 있는 완성된 조각이다. 사실, 생각해보면, 이 번역 방법은 어린아이가 실생활에서 언어를 배우는 방식과 더 일치한다. 결국, 우리가 예를 들어 "배를 가져와라"라고 말할 때 "의미-텍스트"라는 용어로 거의 생각하지 않는다. | ” |

사용자를 위한 무료 버전 외에도 상업용 API 온라인 번역기(최대 1천만 자까지 무료, 그 이후 유료)가 있으며, 주로 인터넷 상점 및 여행사의 웹사이트 현지화를 위해 설계되었다.

## 기능
- iOS용 모바일 앱은 아랍어, 아르메니아어, 중국어(병음), 조지아어, 그리스어, 히브리어, 일본어, 한국어, 페르시아어 언어의 음역을 지원한다.[11]
- 음성 입력
- 사진 텍스트 번역 기능 (자체 OCR 기술 사용) – 휴대폰 앱에서[12]
- "번역 제안" 버튼 (사용자 패치를 통해 기계 번역 품질 개선에 도움)
- "즐겨찾기" 섹션 (개별 단어 및 문장 번역 추가 가능)
- 가상 키보드

## 같이 보기
- Apertium
- 기계 번역 응용 프로그램 비교
- 구글 번역
- 마이크로소프트 번역기
- PROMT
- 스타딕트
- 시스트란
- 위키바샤